# 로브레 칼리니치
로브레 칼리니치(Lovre Kalinić, 1990년 4월 3일 ~ )는 현재 HNK 하이두크 스플리트에서 골키퍼로 활약하고 있는 크로아티아의 축구 선수이다.

## 수상 경력

### 국가대표팀
크로아티아
- FIFA 월드컵 준우승: 2018[1]